# Senda Tres
Senda Tres (Senda III) ist eine Ortschaft im Departamento Cochabamba im südamerikanischen Anden-Staat Bolivien.

## Lage im Nahraum
Senda Tres ist der viertgrößte Ort des Municipio Chimoré in der Provinz Carrasco. Die Ortschaft liegt auf einer Höhe von 248 m am rechten Ufer des Río Ene, der 21 Kilometer flussabwärts in den Río Coni mündet, einen rechten Nebenfluss des Río Chimoré.

## Geographie
Senda Tres liegt im bolivianischen Tiefland am nordöstlichen Rand der Anden-Gebirgskette der Cordillera Oriental.
Die mittlere Durchschnittstemperatur der Region liegt bei 27 °C (siehe Klimadiagramm Villa Tunari) und schwankt nur unwesentlich zwischen 23 °C im Juni und Juli und knapp 29 °C von November bis Februar. Das Klima ist ganzjährig humid, der Jahresniederschlag beträgt etwa 2.300 mm. Das Niederschlagsmaximum liegt in den Sommermonaten Dezember und Januar mit über 300 mm, weniger feucht sind die Wintermonate von Juni bis September mit jeweils 60 bis 100 mm Niederschlag.

## Verkehrsnetz
Südwestlich von Senda Tres in einer Entfernung von 189 Straßenkilometern liegt Cochabamba, die Hauptstadt des Departamentos.
Durch Senda Tres führt die 1657 Kilometer lange Nationalstraße Ruta 4, die ganz im Westen an der chilenischen Grenze bei Tambo Quemado beginnt und quer über den Altiplano und über Cochabamba nach Villa Tunari am Fuß der Kordillere führt. Von Villa Tunari sind es 26 Kilometer bis nach Senda Tres und noch einmal vier Kilometer bis zur Nachbarstadt Chimoré. Die Ruta 4 führt dann weiter bis zur Tiefland-Metropole Santa Cruz und endet schließlich im Osten an der Grenze zu Brasilien bei der Stadt Puerto Quijarro.

## Bevölkerung
Die Einwohnerzahl der Ortschaft ist allein im vergangenen Jahrzehnt auf fast das Doppelte angestiegen:
| Jahr | Einwohner         | Quelle       |
| ---- | ----------------- | ------------ |
| 1992 | keine Detaildaten | Volkszählung |
| 2001 | 585               | Volkszählung |
| 2012 | 1041              | Volkszählung |
| 2024 |                   | Volkszählung |

Die Region weist einen hohen Anteil an Quechua-Bevölkerung auf, im Municipio Chimoré sprechen 70,4 Prozent der Bevölkerung Quechua.